# Laag-Soeren
Laag-Soeren (niedersächsisch Leeg-Soeren) ist ein Dorf in der Gemeinde Rheden in der niederländischen Provinz Gelderland. Das Dorf hat 905 Einwohner und ist damit das kleinste Dorf der Gemeinde. Es liegt am Rande der Veluwe, in Richtung Eerbeek.
In der Nähe des Dorfes liegt der Elsberg, ein 90 Meter hohe Hügel. Im 19. Jahrhundert wurde Laag-Soeren der erste Kurort in den Niederlanden. Heute bestehen die Kuranlagen nicht mehr.

## Persönlichkeiten
- Melanie Schultz van Haegen (* 1970), Politikerin
- Paula van der Oest (* 1965), Regisseurin und Drehbuchautorin